# Martina Toniolo
Martina Toniolo (Biella, 2 ottobre 2001) è una calciatrice italiana, difensore della Fiorentina.

## Carriera
Martina Toniolo nasce nelle giovanili del Gaglianico, per poi passare nelle giovanili del Torino e, successivamente, essere rilevata dalla Juventus, con cui vince il Trofeo di Viareggio femminile nel 2020, segnando il gol decisivo nella finale contro la Roma. In prima squadra non ha alcuna presenza, venendo annualmente girata in prestito a un'altra diversa squadra.
Nel 2020-2021 esordisce in Serie A con la maglia dell'Empoli, realizzando un totale di 13 presenze.
L'anno successivo passa al Napoli, sempre in Serie A, disputandovi nuovamente 13 presenze e realizzando la prima rete in carriera, nel pareggio definitivo in Milan-Napoli 1-1 del 6 marzo 2022.
Il 17 agosto 2022 viene ceduta in prestito per una stagione alla Lazio, in Serie B. Con il club laziale, colleziona in tutto 26 partite e tre reti in campionato.
Il 25 luglio 2023 viene ceduta in prestito con diritto di riscatto alla Fiorentina, di nuovo in massima serie. Dopo aver collezionato 22 presenze in campionato, il 17 luglio 2024 viene ufficialmente riscattata dal club viola, con cui firma un contratto triennale.

## Statistiche
Statistiche aggiornate al 6 marzo 2025.
| Stagione          | Squadra           | Campionato        | Campionato | Campionato | Coppe nazionali | Coppe nazionali | Coppe nazionali | Coppe continentali | Coppe continentali | Coppe continentali | Altre coppe | Altre coppe | Altre coppe | Totale | Totale |
| Stagione          | Squadra           | Comp              | Pres       | Reti       | Comp            | Pres            | Reti            | Comp               | Pres               | Reti               | Comp        | Pres        | Reti        | Pres   | Reti   |
| ----------------- | ----------------- | ----------------- | ---------- | ---------- | --------------- | --------------- | --------------- | ------------------ | ------------------ | ------------------ | ----------- | ----------- | ----------- | ------ | ------ |
| 2019-2020         | Biellese          | C                 | ?          | ?          | CIC             | ?               | ?               | -                  | -                  | -                  | -           | -           | -           | ?      | ?      |
| 2020-2021         | Empoli            | A                 | 13         | 0          | CI              | 2               | 0               | -                  | -                  | -                  | -           | -           | -           | 15     | 0      |
| 2021-2022         | Napoli            | A                 | 13         | 1          | CI              | 0               | 0               | -                  | -                  | -                  | -           | -           | -           | 13     | 1      |
| 2022-2023         | Lazio             | B                 | 26         | 3          | CI              | 2               | 0               | -                  | -                  | -                  | -           | -           | -           | 28     | 3      |
| 2023-2024         | Fiorentina        | A                 | 22         | 0          | CI              | 5               | 0               | -                  | -                  | -                  | -           | -           | -           | 27     | 0      |
| 2024-2025         | Fiorentina        | A                 | 15         | 0          | CI              | 4               | 0               | UWCL               | 3                  | 0                  | -           | -           | -           | 22     | 0      |
| 2025-2026         | Fiorentina        | A                 | -          | -          | CI              | -               | -               | -                  | -                  | -                  | AWC         | -           | -           | -      | -      |
| Totale Fiorentina | Totale Fiorentina | Totale Fiorentina | 37         | 0          | -               | 9               | 0               | -                  | 3                  | 0                  | -           | -           | -           | 49     | 0      |
| Totale carriera   | Totale carriera   | Totale carriera   | 89+        | 4+         | -               | 13+             | 0+              | -                  | 3                  | 0                  | -           | -           | -           | 105+   | 4+     |